# Шульга Володимир Петрович
Володи́мир Петро́вич Шульга́ (нар. 29 березня 1973, м. Одеса) — український науковець. Ректор Державний університет інформаційно-комунікаційних технологій (м. Київ). Народний депутат України VII скликання. Державний службовець 1-го рангу. Доктор історичних наук, професор. З 2 березня 2014 по 16 вересня 2014 року — голова Сумської ОДА. З 2015 року по 2018 рік — проректор Національного авіаційного університету. З 2019 року —по 2023 рік — проректор Харківського національного університету внутрішніх справ. З 27 жовтня 2023 року по 09 квітня 2024 року — виконувач обов'язків ректора Національного авіаційного університету. З 10 квітня 2024 року — виконувач обов'язків ректора, а з 3 вересня 2024 року — ректор Державного університету інформаційно-комунікаційних технологій.

## Освіта
У 1996 році закінчив СДПІ ім. А. С. Макаренко (спеціальність «географія та біологія»). У 2012 році — Сумський державний університет, магістр державної служби. Кандидат географічних наук (КНУ ім. Т. Г. Шевченко, 2014 рік) за спеціальністю 11.00.02 (економічна географія). Доктор історичних наук (НАН України, 2019 рік) за спеціальністю 07.00.07 (історія науки і техніки). Старший дослідник (2021 рік). Професор (2025 рік).

## Трудова діяльність
З 1997 по 2009 рік — головний редактор Сумського обласного щотижневика «Прес-інформ», директор Рекламно-видавничої компанії «Медіа Інформ».
З 2010 року  по 2012 рік — голова правління СМСЕПЦ «ЕкоПраво-Суми».
2000—2010 роки — голова Ліги КВН Сумщини.
2010—2012 роки — Депутат Сумської обласної ради VI скликання, фракція ВО «Батьківщина+», обраний у мажоритарному окрузі № 40 (Ковпаківський район м. Суми).є
З 12 грудня 2012 — народний депутат України 7-го скликання від партії ВО «Батьківщина». Переміг в мажоритарному окрузі № 161, отримавши 42,7 % голосів.
У Верховній Раді 10 січня 2013 року став головою підкомітету з питань авіаційного транспорту Комітету з питань транспорту і зв'язку.
З 2 березня 2014 — голова Сумської обласної державної адміністрації, призначений Указом виконуючого обов'язки Президента України Олександра Турчинова № 220/2014.
16 вересня 2014 року Президент Петро Порошенко напередодні позачергових виборів до Верховної Ради України звільнив його з посади голови Сумської обласної державної адміністрації.
2015—2018 роки — проректор Національного авіаційного університету.
2019—2023 роки — проректор з авіаційної роботи Харківського національного університету внутрішніх справ.
З жовтня 2023 року — по 09 квітня 2024 року — виконувач обов'язків ректора Національного Авіаційного Університету.
З 10 квітня 2024 року — по 02 вересня 2024 року — виконувач обов'язків ректора Державного університету інформаційно-комунікаційних технологій.
З 3 вересня 2024 року — ректор Державний університет інформаційно-комунікаційних технологій.
Автор понад 100 наукових та науково-методичних праць.

## Сім'я
Одружений. Має доньку та сина.

## Довідка
- Володимир Шульга на сайті Верховної Ради України